# Франц фон Хале
Франц фон Хале (на немски: Franz von Halle; * 1509 в Дракенбург, Нинбург/Везер, Долна Саксония; † 28 септември 1553 в Антверпен, Фландрия, Белгия) е благородник от рицарския род Хале при Боденвердер, господар на Дракенбург на Везер и Ринтелн в Долна Саксония.
Той е син на Дитрих фон Хале-Дракенбург-Ринтелн († сл. 1509) и съпругата му Елизабет фон дем Бусше († сл. 1509). Внук е на Людеке фон Хале-Лауенау († сл. 1475) и Ютта фон Мюнххаузен († сл. 1453). Правнук е на Дитрих фон Хале († 1440) и Метте фон Винингхаузен († сл. 1441).
Франц фон Хале е водач на наемници и печели добре. Той дава кредити и пари на заем срещу заложени собствености на дребните благородници. Така той много забогатява.

## Фамилия
Франц фон Хале-Дракенбург се жени ок. 1530 г. за Кристина Рамел (* ок. 1510; † 11 декември 1533), дъщеря на Флорентц Рамел (* ок. 1485) и Хедевиг Харе (* ок. 1487). Те имат дъщеря:
- Кристина фон Хале (* 11 декември 1533 в дворец Раден при Минден; † 26 юли 1603 в дворец Брайтенбург при Итцехое), наследничка на Дракенбург и Ринтелн, омъжена на 23 октомври 1554 г. за Хайнрих Рантцау ( * 11 март 1526; † 1 декември 1598), държавник, хуманист, датски губернатор на Шлезвиг-Холщайн. Тя има зестра четири тона злато, в над 400 000 гулден за заложени документи.[2]